# بيتاواوا (أونتاريو)
بيتاواوا، أونتاريو (بالإنجليزية: Petawawa)‏ هي مدينة كندية تقع في مقاطعة أونتاريو. تبلغ مساحة هذه المدينة 164.6784 (كم²)، ويبلغ عدد سكانها 14651 نسمة حسب إحصاء سنة 2006 م، بينما كان يسكنها 14398 نسمة في سنة 2001 م. تحتل هذه المدينة المرتبة رقم 261 بين مدن كندا حسب عدد السكان والمرتبة رقم 100 في المقاطعة. نما عدد السكان في هذه المدينة بنسبة (1.8) بين العامين المذكورين.

## أعلام
- راي شيبارد

## وصلات خارجية
- الأطلس الحكومي لكندا
- إحصاءات كندا مع ساعة تعداد السكان